# Francja na Letnich Igrzyskach Olimpijskich 1948
Francję na Letnich Igrzyskach Olimpijskich 1948 reprezentowało 326 sportowców, 279 mężczyzn i 37 kobiet w 20 dyscyplinach.

## Zdobyte medale
| Medal  | Zawodnik | Dyscyplina sportowa | Konkurencja                                                |
| ------ | --- | ------------------- | ---------------------------------------------------------- |
| Złoto  | Micheline Ostermeyer | Lekkoatletyka       | Rzut dyskiem                                               |
| Złoto  | Micheline Ostermeyer | Lekkoatletyka       | Pchnięcie kulą                                             |
| Złoto  | José Beyaert | Kolarstwo           | Kolarstwo szosowe Wyścig ze startu wspólnego indywidualnie |
| Złoto  | Jacques Dupont | Kolarstwo           | Kolarstwo torowe 1 km ze startu zatrzymanego               |
| Złoto  | Fernand Decanali Pierre Adam Serge Blusson Charles Coste | Kolarstwo           | Kolarstwo torowe 4 km drużynowo na dochodzenie             |
| Złoto  | André Jousseaume Jean Saint-Fort Paillard Maurice Buret | Jeździectwo         | Ujeżdżenie drużynowo                                       |
| Złoto  | Bernard Chevallier | Jeździectwo         | WKKW indywidualnie                                         |
| Złoto  | Jéhan de Buhan | Szermierka          | Floret indywidualnie                                       |
| Złoto  | André Bonin René Bougnol Jéhan de Buhan Jacques Lataste Christian d’Oriola Adrien Rommel | Szermierka          | Floret drużynowo                                           |
| Złoto  | Henri Guérin Henri Lepage Marcel Desprets Michel Pécheux Édouard Artigas Maurice Huet | Szermierka          | Szpada drużynowo                                           |
| Srebro | Alain Mimoun | Lekkoatletyka       | Bieg na 10 000 m                                           |
| Srebro | Jean Kerebel Francis Schewetta Robert Chef d’Hôtel Jacques Lunis | Lekkoatletyka       | Sztafeta 4 × 400 m                                         |
| Srebro | Ignace Heinrich | Lekkoatletyka       | Dziesięciobój                                              |
| Srebro | André Barrais Michel Bonnevie André Buffière René Chocat René Dérency Maurice Desaymonnet André Even Maurice Girardot Fernand Guillou Raymond Offner Jacques Perrier Yvan Quénin Lucien Rebuffic Pierre Thiolon | Koszykówka          | Turniej mężczyzn                                           |
| Srebro | André Jousseaume | Jeździectwo         | Ujeżdżenie indywidualnie                                   |
| Srebro | Christian d’Oriola | Szermierka          | Floret indywidualnie                                       |
| Brąz   | Marcel Hansenne | Lekkoatletyka       | Bieg na 800 m                                              |
| Brąz   | Micheline Ostermeyer | Lekkoatletyka       | Skok wzwyż                                                 |
| Brąz   | Jacqueline Mazéas | Lekkoatletyka       | Rzut dyskiem                                               |
| Brąz   | Robert Boutigny | Kajakarstwo         | C-1 1 000 m                                                |
| Brąz   | Georges Dransart Georges Gandil | Kajakarstwo         | C-2 1 000 m                                                |
| Brąz   | Georges Dransart Georges Gandil | Kajakarstwo         | C-2 10 000 m                                               |
| Brąz   | Henri Eberhardt | Kajakarstwo         | K-1 1 000 m                                                |
| Brąz   | José Beyaert Jacques Dupont Alain Moineau | Kolarstwo           | Kolarstwo szosowe Wyścig ze startu wspólnego drużynowo     |
| Brąz   | Gaston Dron René Faye | Kolarstwo           | Kolarstwo torowe Tandemy                                   |
| Brąz   | Jean d’Orgeix | Jeździectwo         | Skoki przez przeszkody indywidualnie                       |
| Brąz   | Georges Vallerey Jr. | Pływanie            | 100 m stylem grzbietowym                                   |
| Brąz   | Joseph Bernardo René Cornu Henri Padou Alexandre Jany | Pływanie            | Sztafeta 4 × 200 m stylem dowolnym                         |
| Brąz   | Charles Kouyos | Zapasy              | Waga kogucia w stylu wolnym                                |